# 本渓湖炭鉱
本溪湖炭鉱（ほんけいこたんこう、本溪湖煤礦）は、現在では中国遼寧省本溪市に属する本溪湖周辺の山麓等に散点する炭坑。20世紀初頭に日本の大倉財閥の事業を継続して、採掘が開始され、後に日清合弁企業が経営を引き継ぎ、ポツダム宣言の受諾に伴い接収され一時的に閉鎖に至る。現在の中国遼寧省本渓に位置し、一時期は40－50万トン級の産出量を持っていた。中華人民共和国建国後に再開され、現在は本渓鋼鉄集団有限責任公司が経営を行っている。

## 概要
日本の大倉組が工事に着手、1906年1月に『大倉炭鉱会社』が第一杭を開杭し、1910年11月までに第三杭までを開杭した。大倉炭鉱会社は、この炭鉱で業務用として利用していた電力設備に加えて、さらに電力供給設備を新設、1909年から周辺地域へ電力供給を行っていた。
その後、同鉱山事業の経営並びに電力事業が統合され、第三杭工事中の1910年5月に日清双方による合弁企業となる『本渓湖煤鉱有限公司』が設立され、採炭並びに電力事業が同社へ引き継がれた。設立後、同社は製鉄業を兼営するようになり、翌1911年に『渓湖煤鉄有限公司』へ改称した。
同地の第一杭から第三杭で採炭された石炭は、主に同社の関連事業に活用された。本渓湖煤鉄有限公司は、1915年4月に市街地の一般消費者へ電力供給を拡大、ドイツ製や日本製の発電設備を新設して電力供給を行っていた。採炭量に影響を与えたのは製鉄業であり、1920年にかけて製鉄業が好況となったことから採炭量が増大したが、翌年以降は世界経済の不況から産出量は低下した。
1923年には、第一杭での採炭が一定量に達したことから新規の開杭が検討され、1926年に柳塘杭、翌1927年に第四杭での採炭が開始された。満州建国後は、満州国の合弁企業となり経営が継続した。1935年には子会社として本渓湖洋灰股份有限公司（社長・梶山又吉）が設立された。
1942年4月26日14時5分、鉱山内の可燃性ガスと石炭の粉塵による爆発が起こり、当日働いていた坑夫の34%にあたる1,549人が死亡した。現在に至るまで最も多くの犠牲者を出した炭鉱事故となっている。戦争後、ソ連によって行われた捜査によると、死亡の主原因は爆発自体ではなく、直後に換気装置が閉じられてからの一酸化炭素中毒だった。跡地には中国政府により「肉丘墳」が建てられた。
第二次世界大戦後は本渓鋼鉄集団有限責任公司が経営を行っている。